# Prosnes
Prosnes est une commune française, située dans le département de la Marne en région Grand Est.

## Géographie

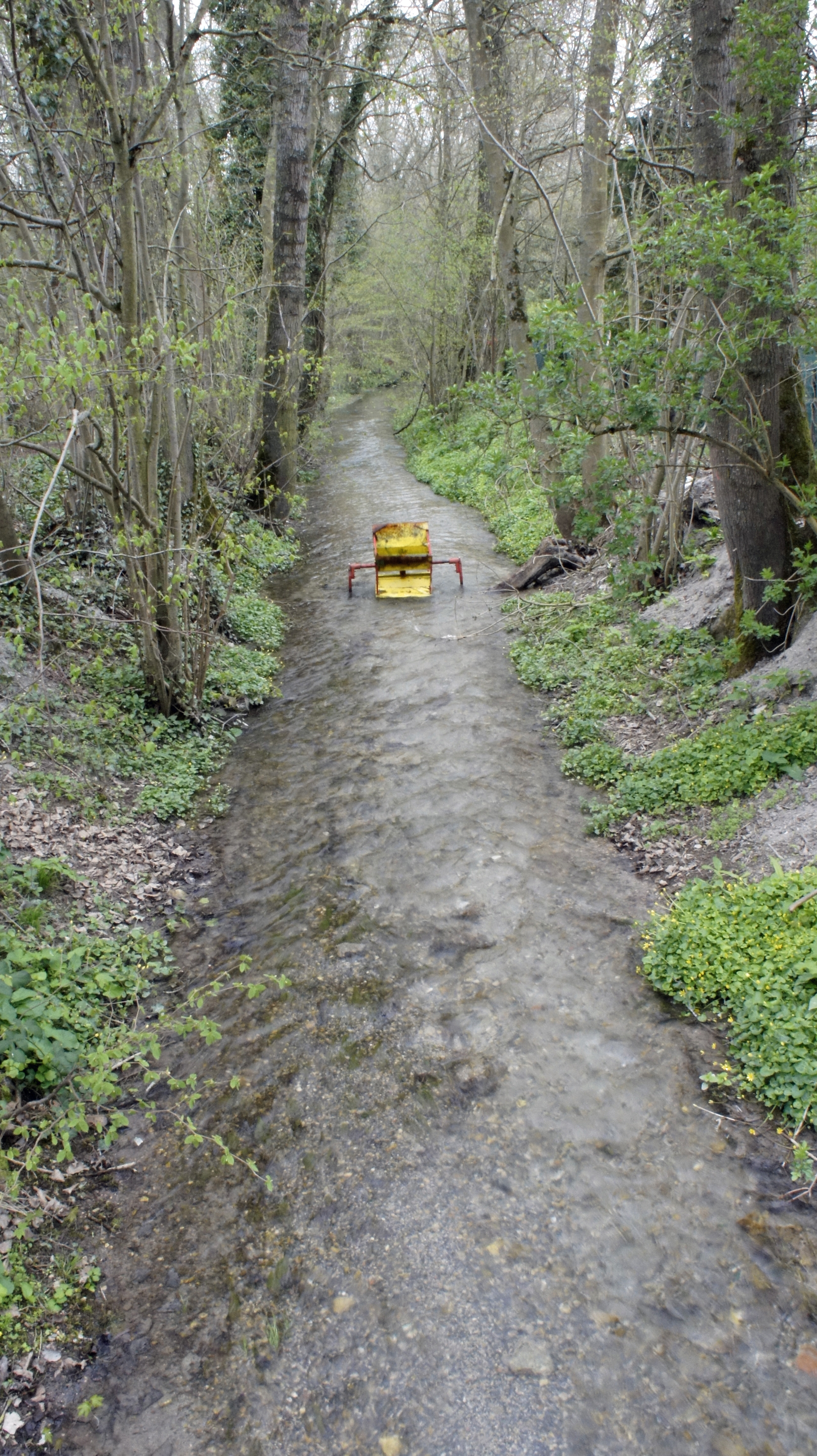
La Prosnes traversant le village.

| Beine-Nauroy | Pontfaverger-Moronvilliers Saint-Martin-l'Heureux | Vaudesincourt |
| Val-de-Vesle | Prosnes                                           | Aubérive      |
| Sept-Saulx   |                                                   | Baconnes      |

Le village est traversé par le ruisseau éponyme.

### Hydrographie

#### Réseau hydrographique
La commune est dans la région hydrographique « la Seine du confluent de l'Oise (inclus) à l'embouchure » au sein du bassin Seine-Normandie. Elle est drainée par la Prosne,.
La Prosne, d'une longueur de 13 km, prend sa source dans la commune  et se jette  dans la Vesle à Beaumont-sur-Vesle, après avoir traversé trois communes. 

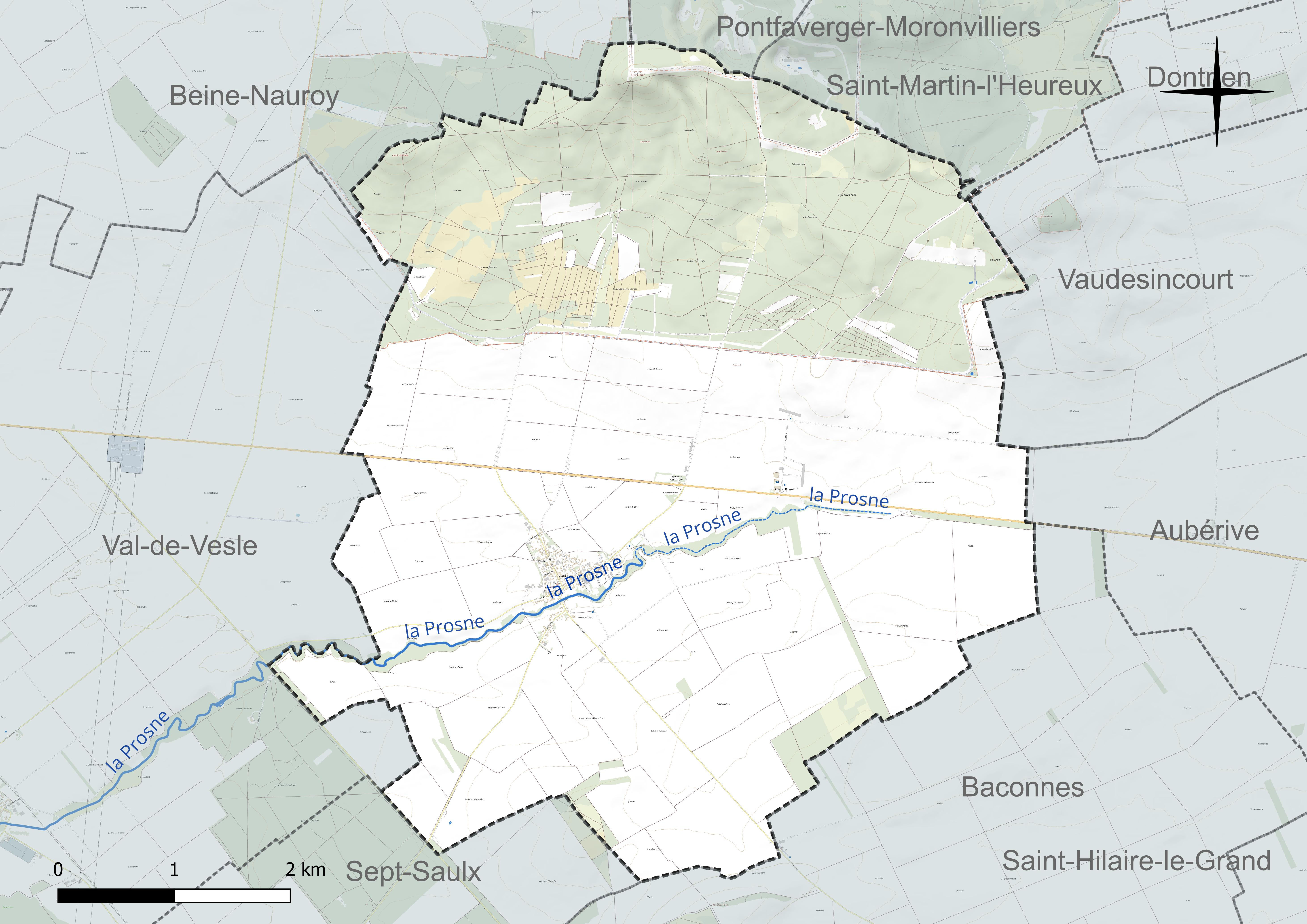
Réseau hydrographique de Prosnes.

#### Gestion et qualité des eaux
Le territoire communal est couvert par le schéma d'aménagement et de gestion des eaux (SAGE) « Aisne Vesle Suippe ». Ce document de planification, dont le territoire s’étend sur 3 096 km2 répartis sur trois départements (Aisne, Marne et Ardennes) et deux régions (Champagne-Ardenne et Picardie), a été approuvé le 16 décembre 2013. La structure porteuse de l'élaboration et de la mise en œuvre est le Syndicat d’aménagement des bassins Aisne Vesle Suippe (SIABAVES). 
La qualité des cours d’eau peut être consultée sur un site dédié géré par les agences de l’eau et l’Agence française pour la biodiversité. 

### Climat
Pour des articles plus généraux, voir Climat du Grand Est et Climat de la Marne.
En 2010, le climat de la commune est de type climat océanique dégradé des plaines du Centre et du Nord, selon une étude du Centre national de la recherche scientifique s'appuyant sur une série de données couvrant la période 1971-2000. En 2020, Météo-France publie une typologie des climats de la France métropolitaine dans laquelle la commune est exposée à un climat océanique altéré et est dans la région climatique  Nord-est du bassin Parisien, caractérisée par un ensoleillement médiocre, une pluviométrie moyenne régulièrement répartie au cours de l’année et un hiver froid (3 °C). 
Pour la période 1971-2000, la température annuelle moyenne est de 10,6 °C, avec une amplitude thermique annuelle de 16,1 °C. Le cumul annuel moyen de précipitations est de 698 mm, avec 11,2 jours de précipitations en janvier et 8,1 jours en juillet. Pour la période 1991-2020, la température moyenne annuelle observée sur la station météorologique de Météo-France la plus proche, « Mourmelon-grand », sur la commune de Mourmelon-le-Grand à 8 km à vol d'oiseau, est de 10,6 °C et le cumul annuel moyen de précipitations est de 651,4 mm. 
La température maximale relevée sur cette station est de 41,3 °C, atteinte le 25 juillet 2019 ; la température minimale est de −19,7 °C, atteinte le 7 février 2012,,. 
Les paramètres climatiques de la commune ont été estimés pour le milieu du siècle (2041-2070) selon différents scénarios d'émission de gaz à effet de serre à partir des nouvelles projections climatiques de référence DRIAS-2020. Ils sont consultables sur un site dédié publié par Météo-France en novembre 2022.

## Urbanisme

### Typologie
Au 1er janvier 2024, Prosnes est catégorisée commune rurale à habitat dispersé, selon la nouvelle grille communale de densité à sept niveaux définie par l'Insee en 2022.
Elle est située hors unité urbaine. Par ailleurs la commune fait partie de l'aire d'attraction de Reims, dont elle est une commune de la couronne,. Cette aire, qui regroupe 294 communes, est catégorisée dans les aires de 200 000 à moins de 700 000 habitants,.

### Occupation des sols
L'occupation des sols de la commune, telle qu'elle ressort de la base de données européenne d’occupation biophysique des sols Corine Land Cover (CLC), est marquée par l'importance des territoires agricoles (63,5 % en 2018), une proportion sensiblement équivalente à celle de 1990 (63,7 %). La répartition détaillée en 2018 est la suivante : 
terres arables (63,5 %), milieux à végétation arbustive et/ou herbacée (20,3 %), forêts (14,8 %), zones urbanisées (1,2 %), zones industrielles ou commerciales et réseaux de communication (0,2 %). L'évolution de l’occupation des sols de la commune et de ses infrastructures peut être observée sur les différentes représentations cartographiques du territoire : la carte de Cassini (XVIIIe siècle), la carte d'état-major (1820-1866) et les cartes ou photos aériennes de l'IGN pour la période actuelle (1950 à aujourd'hui).

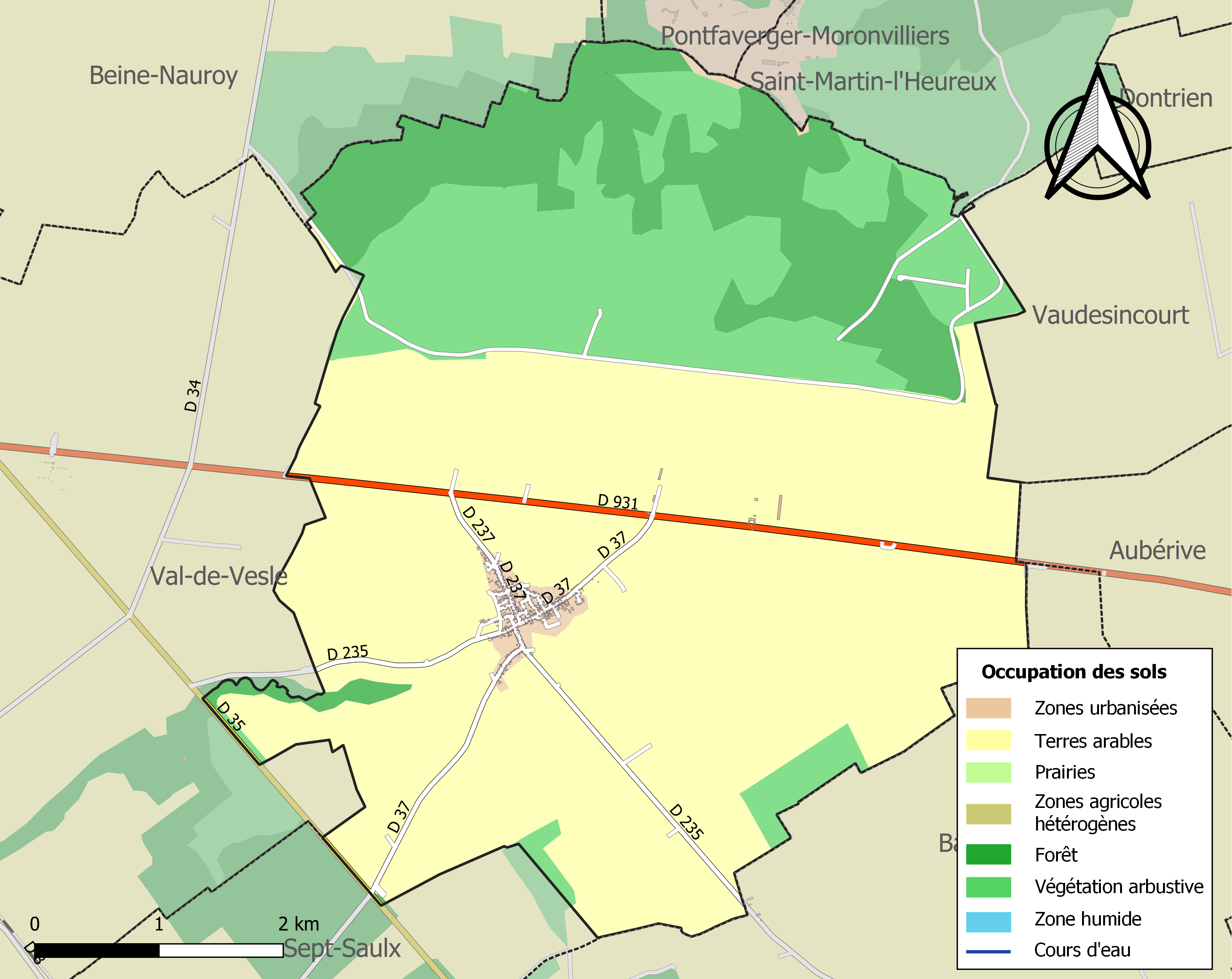
Carte des infrastructures et de l'occupation des sols de la commune en 2018 (CLC).

## Toponymie
Le nom de la localité est attesté sous les formes Predona (1222) ; Proonna (1236) ; Pronna (1303-1312) ; Prosne (1522) ; Prona (1583) ; Prône (XVIIIe siècle).

Lieu d'un prédateur.

## Histoire
Une soixantaine de sépultures gauloises ont été fouillées au milieu du XIXe siècle mettant au jour tant des vases que des bijoux.
Le village a été fortement endommagé par la Première Guerre mondiale.

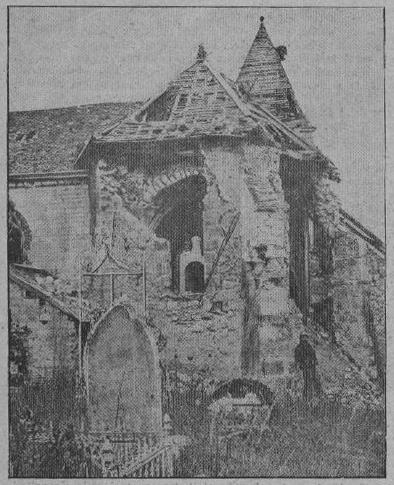
L'église en 1915, publié dans le journal Pages de Gloire N°50.

## Politique et administration

### Intercommunalité
La commune de Prosnes, antérieurement membre de la communauté de communes des Rives de Prosne et Vesle, a adhéré à la communauté de communes des Rives de la Suippe le 1er janvier 2014.

### Liste des maires
| Période                                  | Période                      | Identité        | Étiquette | Qualité |
| ---------------------------------------- | ---------------------------- | --------------- | --------- | ------- |
| Les données manquantes sont à compléter. |                              |                 |           |         |
| 1879                                     |                              | Baronnet        |           |         |
| mars 2001                                | 2008                         | Laurent Kesenne |           |         |
| mars 2008                                | 2014                         | Saturnin Soter  |           |         |
| 2014                                     | En cours (au 5 janvier 2019) | Philippe Soter  |           |         |

## Démographie
L'évolution du nombre d'habitants est connue à travers les recensements de la population effectués dans la commune depuis 1793. Pour les communes de moins de 10 000 habitants, une enquête de recensement portant sur toute la population est réalisée tous les cinq ans, les populations de référence des années intermédiaires étant quant à elles estimées par interpolation ou extrapolation. Pour la commune, le premier recensement exhaustif entrant dans le cadre du nouveau dispositif a été réalisé en 2005.

En 2022, la commune comptait 485 habitants, en évolution de −2,02 % par rapport à 2016 (Marne : −1,19 %, France hors Mayotte : +2,11 %).
| 1793 | 1800 | 1806 | 1821 | 1831 | 1836 | 1841 | 1846 | 1851 |
| ---- | ---- | ---- | ---- | ---- | ---- | ---- | ---- | ---- |
| 520  | 468  | 445  | 467  | 499  | 550  | 531  | 577  | 610  |

| 1856 | 1861 | 1866 | 1872 | 1876 | 1881 | 1886 | 1891 | 1896 |
| ---- | ---- | ---- | ---- | ---- | ---- | ---- | ---- | ---- |
| 611  | 608  | 528  | 496  | 466  | 487  | 448  | 401  | 364  |

| 1901 | 1906 | 1911 | 1921 | 1926 | 1931 | 1936 | 1946 | 1954 |
| ---- | ---- | ---- | ---- | ---- | ---- | ---- | ---- | ---- |
| 353  | 333  | 361  | 292  | 264  | 208  | 226  | 260  | 265  |

| 1962 | 1968 | 1975 | 1982 | 1990 | 1999 | 2005 | 2006 | 2010 |
| ---- | ---- | ---- | ---- | ---- | ---- | ---- | ---- | ---- |
| 229  | 219  | 244  | 298  | 361  | 422  | 518  | 519  | 530  |

| 2015 | 2020 | 2022 | - | - | - | - | - | - |
| ---- | ---- | ---- | - | - | - | - | - | - |
| 496  | 484  | 485  | - | - | - | - | - | - |

La population est passée à environ 520 habitants (en 2007).

## Lieux et monuments
Des fouilles ont été organisées sur les sites Vins de Bruyère et Au-delà de Moscou sur l'axe Verdun Reims de la voie romaine par des particuliers, plus de 129 tombes ont été mises au jour en particulier une tombe à char ; les objets se trouvent, pour les parties publiques au musée Saint-Remi de Reims et au Musée d'archéologie nationale de Saint-Germain-en-Laye. Les fouilles ont mis au jour des objets dont la date est comprise entre le VIe et le IIIe siècle av. J.-C.

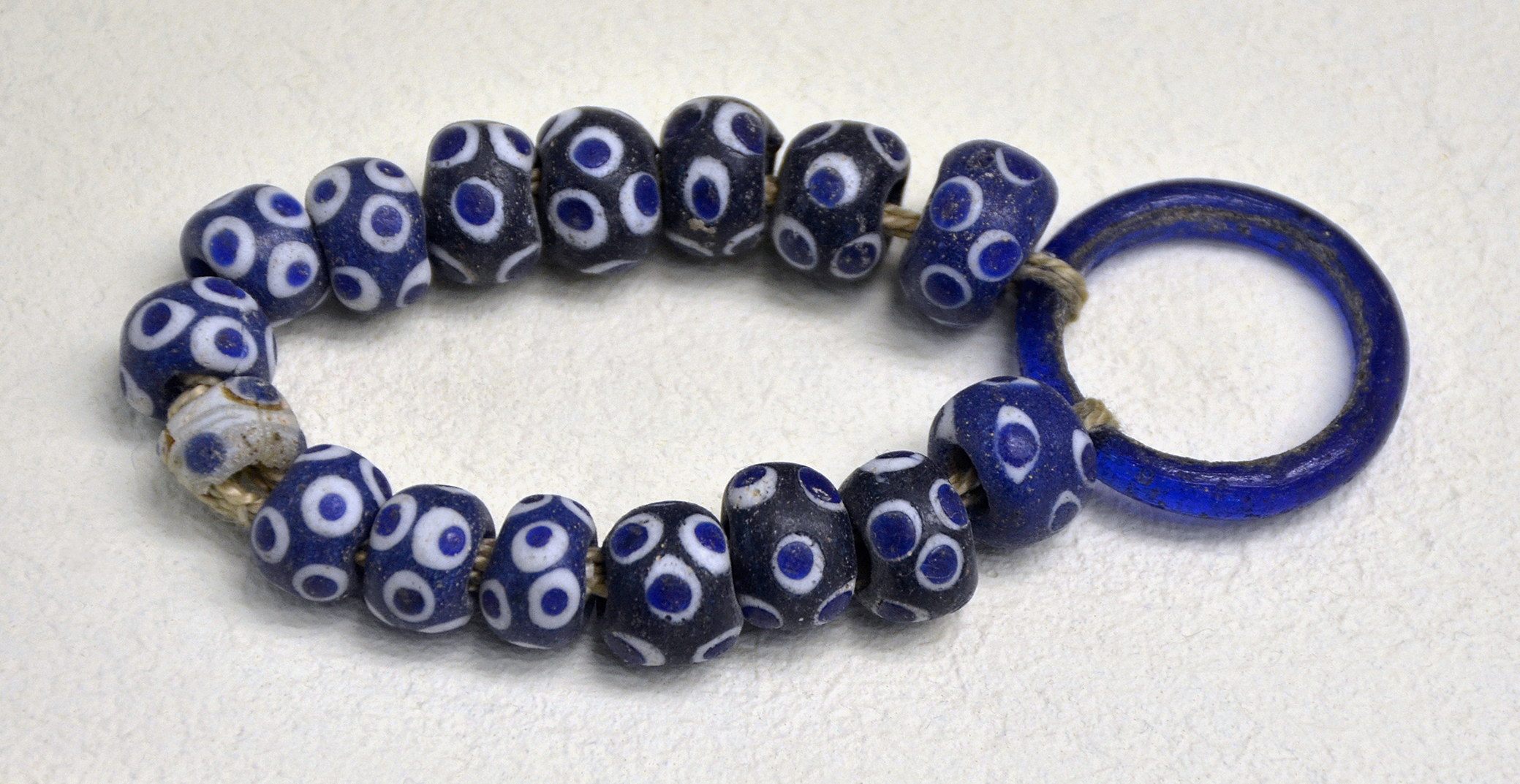
Bracelet de verre Ve siècle av. J.-C.
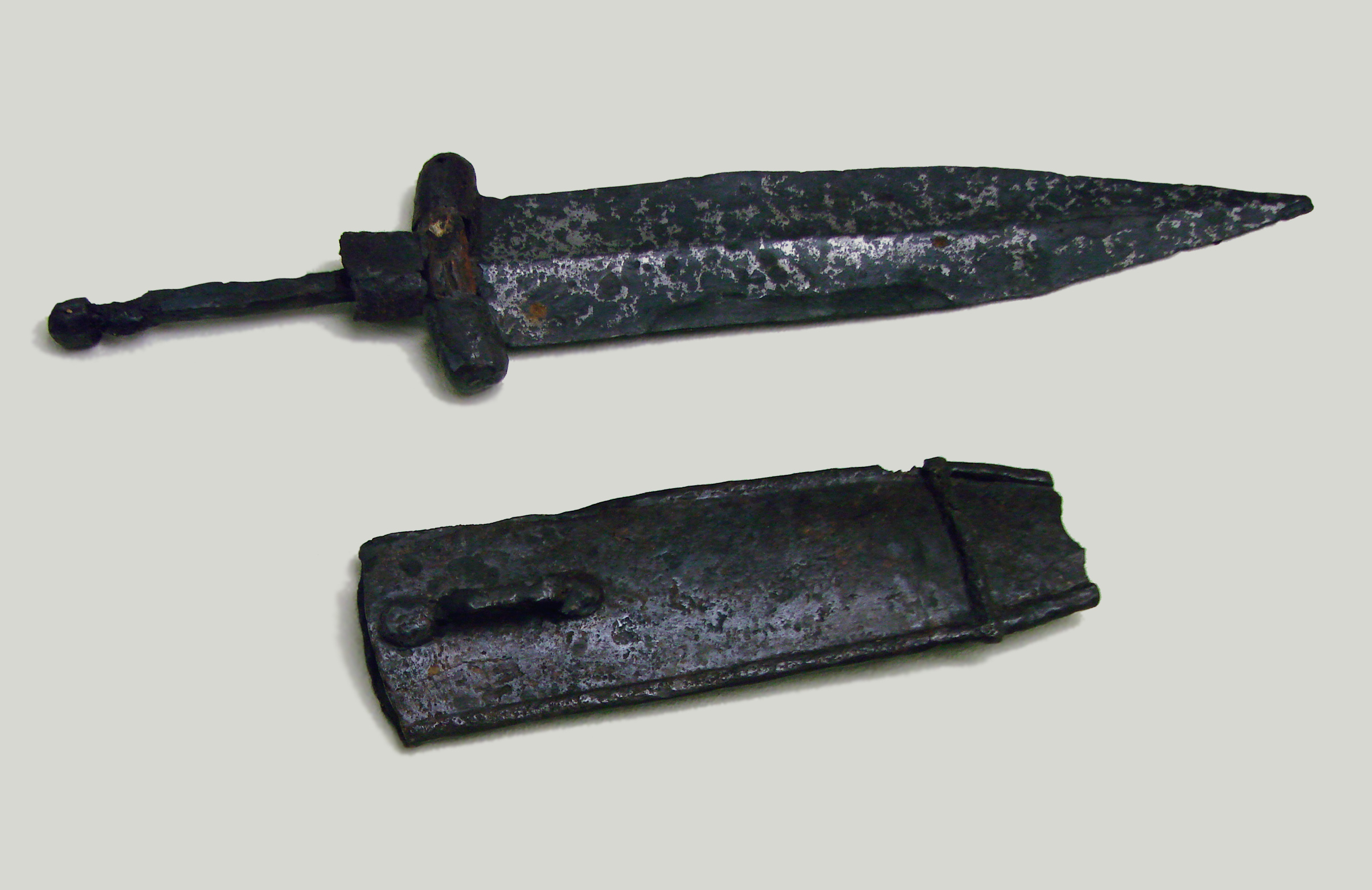
Dague et fourreau de la Tène ancienne (musée Saint-Remi).
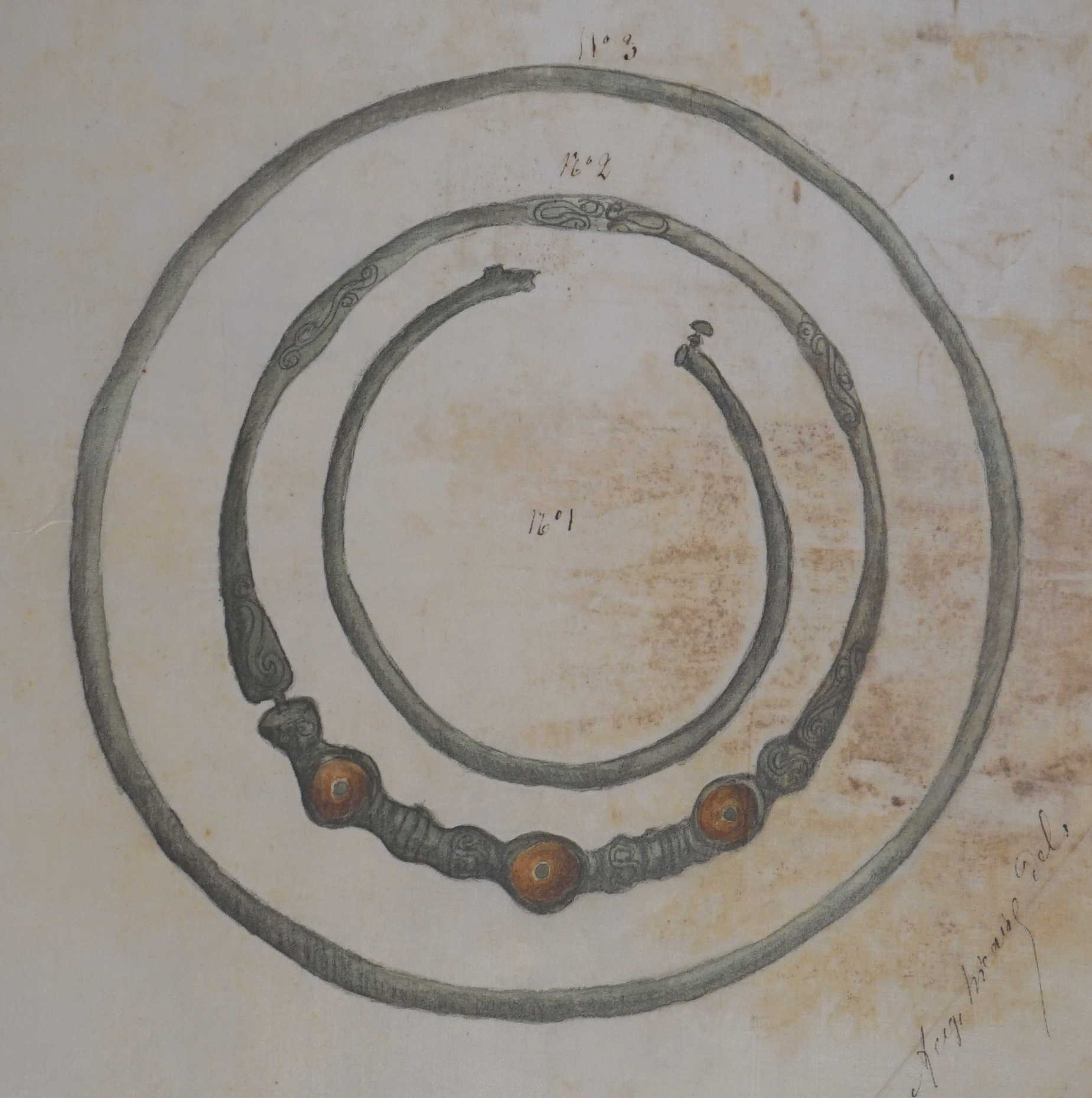
Torques de la collection Auguste Nicaise.
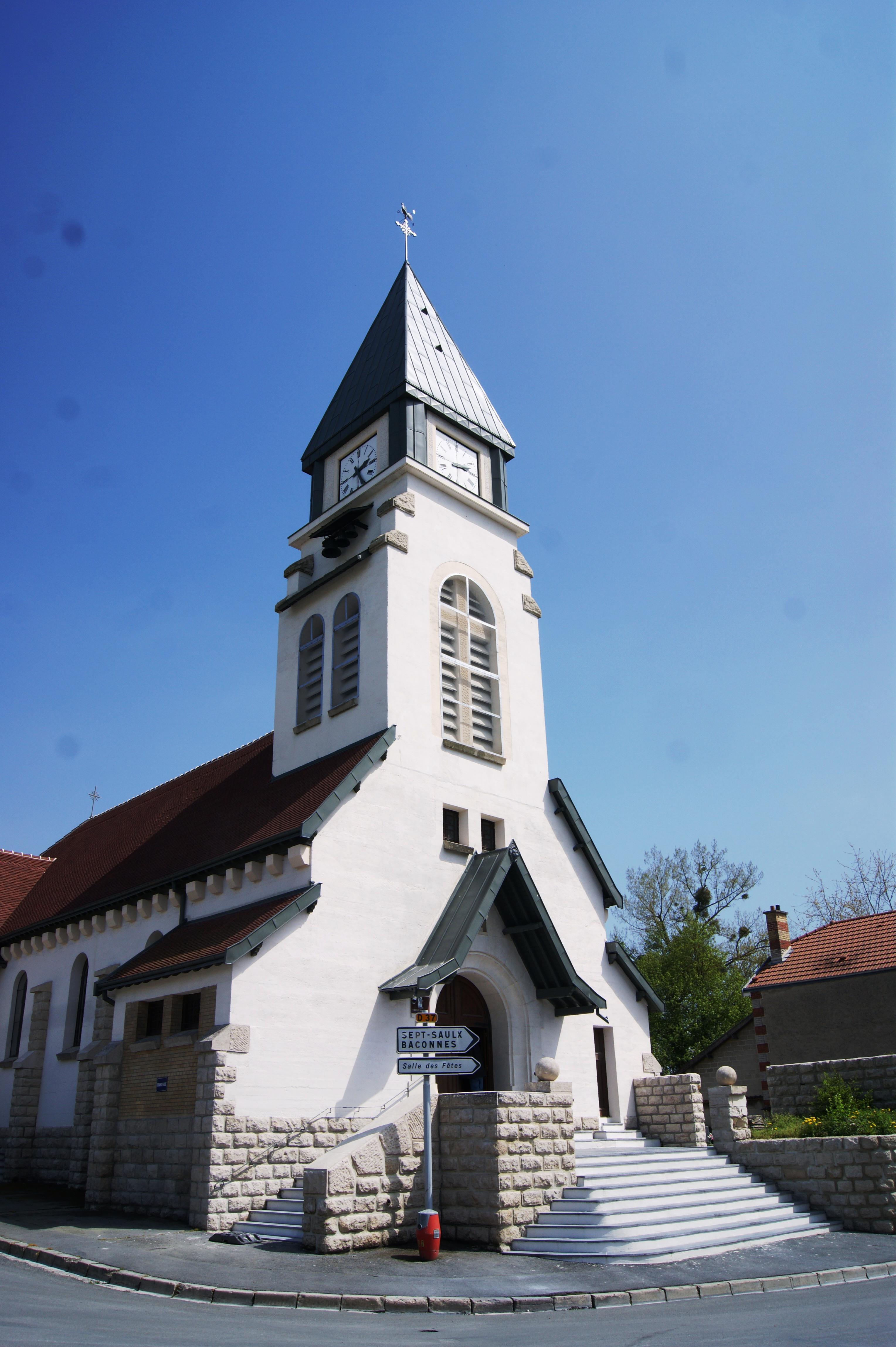
Église.

Le village est traversé par le ruisseau La Prosnes.
- Cimetière animalier[26].

## Personnalités liées à la commune
Jean de Prosne achète le vidamé de Châlons en Champagne au duc Philippe d’Orléans le 29 mars 1412, moyennant 4 550 livres. Il est pannetier du roi Charles VI, c'est-à-dire grand officier responsable du service de bouche de la maison du roi. Jean de Prosne meurt au plus tard en 1424.